# Nadežda Čačinovič
Nadežda Čačinovič (rojena 1. aprila 1947) je hrvaška filozofinja, sociologinja in avtorica. Spada v obdobje filozofije 20. stoletja, njeni glavni interesi pa so estetika, kritična teorija in feminizem.    

## Osebno življenje

### Zgodnje življenje
Rodila se je v ruski bolnišnici v Budimpešti leta 1947, kjer je njen oče Rudolf Čačinovič služil kot svetovalec v jugoslovanski vojaški misiji na Madžarskem. Ime je dobila po Leninovi soprogi Nadeždi Krupski. Vzgajala jo je starejša sestra, vendar je, po sestrinih besedah, Nadežda že kaj kmalu postala enakovreden partner. Prekmurska družina se je pogosto selila, saj je bil oče prvi jugoslovanski diplomat v Španiji in Nemčiji.   

### Izobrazba
Šolala se je v Zürichu, Bernu, Beogradu, Murski Soboti in Ljubljani. Študirala je filozofijo, komparativno književnost, umetnostno zgodovino in jezikoslovje v Ljubljani, Bonnu in Frankfurtu. V slednjem je poslušala predavanja Jürnega Habermasa in se tako zavezala znameniti nemški filozofski šoli. V univerzi v Bonnu je študirala od let 1968 do leta 1970, kjer je njen oče imel vlogo ambasadorja Jugoslavije Zahodni Nemčiji. Diplomirala je na Fakulteti za filozofijo v Ljubljani, iz filozofije in umetnostne zgodovine. Doktorat iz filozofije pa je naredila Filozofski fakulteti v Zagrebu. Ko je v poletni šoli na Korčuli spoznala hrvaškega Žarka Puhovskega, je po šolanju prišla v Zagreb in tam ostala.  

## Delovanje
Na zagrebški fakulteti za filozofijo je bila zaposlena leta 1976, najprej docentka (1985), nato izredna profesorica (1989) in redna profesorica (1998). Predava estetiko, filozofijo kulture in filozofijo spola. Deluje na področju sodobne filozofije, estetike, ženskih študij. Na fakulteti v Zagrebu je celo uvedla poseben predmet filozofija ljubezni. Navdušuje jo tudi branje najrazličnejših avtorjev. V svoji domači knjižnici ima skoraj 15000 knjig.  
Leta 1995 je v Zagrebu soustanovila center za ženske študije. Od leta 2009 je 8 let vodila hrvaški P.E.N. center in bila članica mednarodnega P.E.N. (združenje pesnikov, esejistov in pisateljev). Je tudi članica svetovalnega odbora levičarske revije Novi Plamen. Bila je aktivna tudi v levičarski politiki, kandidirala je za poslanko za Socialdemokratske stranke Hrvaške. Po tem ko je Andrea Zlatar Violić postala ministrica kulture hrvaškega parlamenta, je bila Čačinovič, 4. julija 2012, izbrana, da jo nadomesti na njenem položaju v komisiji ministrstva za knjige, založništvo in knjižno dejavnost.   
Javno izražanje svojega mnenja pri Nadeždi ni redko. Ob poimenovanju Zlatka Hasanbegovića kot ministra za kulturo, je javnost pozvala k protestom. Bila je proti referendumu za spremembo ustave, ki je zakonsko zvezo določil kot skupnost moškega in ženske. Vedno se postavi na stran pravic istospolnih in šibkejših, zato je pogosto tarča oblastnikov in tradicionalistov. Prevedla številne filozofske knjige iz angleščine in nemščine. Najbolj prepoznavna pa je po vlogi komentatorke v oddaji Peti dan javne televizije. Leta 2017 je podpisala Deklaracijo o skupnem jeziku Hrvatov, Srbov, Bošnjakov in Črnogorcev. Nazadnje pa je soustanovila novo levico in kandidirala na lokalnih in evropski volitvah.   

### Feminizem
Kot ženska v filozofiji se je spopadala z več ovirami, namesto, da bi jo ustavile, jih je prelila v knjige in različne projekte. Med drugimi je v Zagrebu leta 1995 soustanovila Center za ženske študije.  
Center za ženske študije na Fakulteti za humanistiko in družbene vede na Reki je znanstvena in raziskovalna platforma, prostor, ki je posvečen združevanju znanosti, umetnosti in civilne družbe ob tematikah, povezanih s feminizmom, družbenim spolom in kritično teorijo ter s teorijo seksualnosti. Center zagotavlja pogoje za sodelovanje med študentkami, raziskovalkami, znanstvenicami, umetnicami, akterkami iz nevladnih organizacij in aktivnimi državljankami. Organizacija stremi h krepitvi pozitivne podobe in vloge znanstvenega raziskovanja pri ustvarjanju družbe enakih možnosti, pa tudi k ozaveščanju o pomenu spolne enakosti, spoštovanja človekovih pravic žensk in pravic vseh ranljivih manjšin. Organizirajo predavanja, konference, okrogle mize… 

## Dela
- Zašto čitati filozofe : u pedeset kratkih poglavlja. (Čemu brati filozofe?) Zagreb, 2009.

V knjigi so od avtorja do avtorja in v bolj ali manj kronološkem vrstnem redu našteti razlogi, zakaj brati katero od njihovih del, čeprav za to ni nobene zunanje prisile  
- Vodič kroz svjetsku književnost za inteligentnu ženu : koristan i za inteligentne muškarce. Zagreb, 2007. (Vodnik skozi književost za inteligentno žensko)

Nadežda Čačinovič nas usmerja k najbolj zanimivim delom, ki jih je vredno prebrati, prvič znova, z današnje perspektive na drugačnost med spoli.  
- Žene i filozofija. Zagreb, 2006.

Prvi v seriji ženskih študijskih učbenikov. Knjigo sestavljajo uvod in izbor besedil domačih in tujih avtoric, ki so ključnega pomena za feministični pristop in/ali poseg v filozofijo. Nekatere avtorice, katerih besedila prinaša učbenik, so: Christina de Pizan, Genevieve Lloyd, Annette C. Baier, Genevieve Fraisse, Blaženka Despot, Seyla Benhabib, Simone de Beauvoir, Hannah Arendt, Janet Radcliffe Richards in veliko drugih.  
- Parvulla aesthetica. Zagreb, 2004.

Knjiga govori o nezanesljivosti pripovedovanja. V nekem smislu je celotna človeška kultura sestavljena iz nihanja med učinkom zgodbe in nezaupanjem vanjo.   
- Danilo Pejović, professor emeritus Facultatis philosophicae Universitatis studiorum Zagrabiensis. Zagreb, 2002.

- U ženskom ključu : ogledi o teoriji kulture. Zagreb, 2000. (v ženskem ključu)

V knjigi so eseji, ki izhajajo iz teze, da pristop spola v teoriji ni rezultat političnega angažmaja v nasprotju z znanostjo, ampak je nujen za razumevanje zgodovine, kulture in umetnosti. Prvi del obravnava filozofe, drugi del raziskuje prispevke žensk k zgodovini in kulturi. Tretji del neposredno pojasnjuje, kako se razmišljanje telesa, vloga čustev in želja rešuje v spolnih določitvah, četrti del pa je sestavljen iz niza besedil o velikih romanih evropske tradicije. Nazadnje, peti del vsebuje avtoričin izbor programskih besedil o feminizmu od sedemdesetih let dvajsetega stoletja do danes.  
1. Doba slika u teoriji mediologije. Zagreb, 2001.
2. Ogled o pismenosti. Zagreb, 1994.
3. Estetika. Zagreb, 1988.
4. Estetika njemačke romantike : pjesništvo i refleksija. Zagreb, 1987.
5. Pisanje i mišljenje. Zagreb 1981.

- Subjekt kritičke teorije. Zagreb, 1980.